# Kawungsari (Taraju)
Kawungsari is een bestuurslaag in het regentschap Tasikmalaya van de provincie West-Java, Indonesië. Kawungsari telt 4158 inwoners (volkstelling 2010).